# 广东音乐曲艺团
广东音乐曲艺团是中國廣東省人民政府文化廳於1958年組建的公營音樂曲藝團，以保存整理創作發揚廣東音樂和粵曲等曲藝藝術為任務。曲藝團曾到蘇聯、日本、美國、加拿大、英國等地表演藝術。

## 演奏家
- 刘天一
- 屈庆
- 方汉
- 梁秋
- 朱海
- 汤凯旋
- 何克宁
- 甘少华
- 潘千芊
- 陈瑞麟
- 李燕熙
- 吴国平
- 黄鼎世
- 刘国强

## 演唱家
- 熊飞影
- 源妙生
- 白燕仔
- 何丽芳
- 黄少梅
- 谭佩仪
- 李丹红
- 杨达
- 黃俊英
- 陳玲玉
- 梁玉嵘
- 何萍
- 李敏华